# Fatima bint al-Fath ibn Chaqan
Fatima bint al-Fath ibn Chaqan (arabisch فاطمة بنت الفتح بن خاقان, DMG Fāṭima bint al-Faṭh ibn Chāqān, gest. 890) war eine Ehefrau von al-Mut'azz (reg. 866–869), dem dreizehnten Abbasiden-Kalifen.

## Leben
Sie war die Tochter von al-Fatḥ ibn Chaqan (817/8–861), einem Ziehsohn des Kalifen al-Muʿtasim, der gemeinsam mit dem späteren Kalifen al-Mutawakkil (reg. 847–861) am Hofe aufwuchs und dessen enger Vertrauter wurde. Später wurde er Beamter und eines der prominentesten Mitglieder des Hofes von al-Mutawakkil, der letztlich seinen Sohn al-Mu'tazz mit al-Fatḥ ibn Chaqans Tochter verheiratete.
Fatima bint al-Fath ibn Chaqan starb im Jahr 890.

## Rezeption
Der Bagdader Historiker Ibn al-Sa'i (1197–1276) führt sie sie in seinem Werk Die Frauen der Kalifen auf.